# Maboge
Maboge is een dorpje in de Ardennen tussen La Roche-en-Ardenne en Houffalize in.
Je hebt er een kerk, twee campings, vakantiehuisjes en een paar jeu-de-boulesbanen, er is een zwemgelegenheid in de Ourthe en een kinderspeeltuin.

## Inwoners
- Maxime Monfort, wielrenner

Deelgemeenten: Beausaint · Halleux · Hives · La Roche-en-Ardenne · Ortho · Samrée

Overige dorpen en gehucht: Bérismenil · Buisson · Cielle · Floumont · Herlinval · Hubermont · Lavaux · Maboge · Mierchamps · Mousny · Nisramont · Ronchampays · Ronchamps · Roupage · Thimont · Vecmont · Warempage

Belgische gemeenten · Arrondissement Marche-en-Famenne · Luxemburg · Wallonië